# Mariele Neudecker
Pour les articles homonymes, voir Neudecker.
 (février 2022).
Si vous disposez d'ouvrages ou d'articles de référence ou si vous connaissez des sites web de qualité traitant du thème abordé ici, merci de compléter l'article en donnant les références utiles à sa vérifiabilité et en les liant à la section « Notes et références ».
Mariele Neudecker (née en 1965 à Düsseldorf) est une artiste contemporaine allemande.

## Biographie
Mariele Neudecker commence ses études de 1984 à 1985 à l'Université bergeoise de Wuppertal (de) en histoire de l'art, en philosophie et en littérature et en 1985 fait un stage chez Pfeiffer & Voss en modélisme architectural. De 1985 à 1987, elle va au Crawford College of Art and Design à Cork, en Irlande, et de 1987 à 1990 au Goldsmith College à Londres. De 1991 à 1992, elle est élève du Chelsea College of Art and Design, où elle obtient sa maîtrise en sculpture. Elle complète une autre année d'études de 1996 à 1997 au Tower Hamlets College de Londres, étudiant la manipulation de la création d'images numériques.
Dans des expositions individuelles et collectives internationales, Neudecker se fait connaître comme une artiste moderne pour ses sculptures et ses installations. Elle reçoit des prix et des bourses, dont le prix MOMART en 1996, un prix aux artistes individuels du London Arts Board en 1997, la bourse de la Fondation Henry Moore en 1998 et le prix Botho Graef de la ville d'Iéna en 2001.